# Kyselica
Kyselica (Hongaars: Keszölcés) is een Slowaakse gemeente in de regio Trnava, en maakt deel uit van het district Dunajská Streda.
Kyselica telt 153 inwoners.